# Carmen Nolting
Carmen Nolting (* 23. Juli 1942 in Breslau) ist eine deutsche Textilgestalterin.

## Leben und Werk
Die Familie Carmen Noltings wurde in der Folge des Zweiten Weltkriegs aus Niederschlesien vertrieben und kam in die Sowjetische Besatzungszone. Carmen machte in der DDR nach dem Abschluss der Schule ein Praktikum in einer Handweberei. Von 1962 bis 1967 studierte sie bei Willi Sitte, Irmgard Glauche und Lothar Zitzmann an der Hochschule für industrielle Formgestaltung Halle – Burg Giebichenstein. Nach dem Abschluss als Diplom-Formgestalterin arbeitete sie in Halle (Saale) als Entwerferin in der Teppichabteilung des VEB Haweba. Hallesche Werkstätten für Webereierzeugnisse und ab 1973 daneben als freischaffende Textilgestalterin. Sie entwarf u. a. Dekorationsstoffe, Tischdecken, Bildteppiche und Raumteiler.
Carmen Nolting war bis 1990 Mitglied des Verbands Bildender Künstler der DDR und erhielt mehrmals die Auszeichnung Expertic-Gute Form.

## Entwürfe für Bildteppiche (Auswahl)
- Berliner Bauten (1977, 200 × 202 cm)
- Musik (1977, 170 × 242 cm; auf der IX. Kunstausstellung der DDR)

## Teilnahme an Ausstellungen (unvollständig)
- 1979: Halle (Saale): Bezirkskunstausstellung
- 1982/1983: Dresden, IX. Kunstausstellung der DDR
- 2016/2017: Halberstadt, Domschatz Halberstadt („Interventionen-mit Bildteppichen aus Mitteldeutschland“)